# Militsa Mircheva
Militsa Mircheva (en bulgare : Милица Мирчева), née le 24 mai 1994 à Dobritch, est une coureuse de fond et demi-fond bulgare polyvalente. Elle a remporté la médaille d'argent aux championnats des Balkans de marathon 2015 et a remporté 24 titres nationaux en athlétisme sur des distances allant du 1 500 mètres au marathon.

## Biographie
Militsa Mircheva faits ses débuts en athlétisme en 2008 et se spécialise dans les disciplines de demi-fond et de fond. Elle remporte cependant ses premiers succès en marche athlétique. Désireuse d'améliorer ses résultats en course, elle fait appel aux services de l'entraîneur Yolo Nikolov.
En 2012, elle améliore ses performances en course de fond et décroche ses premiers succès en course en montagne. Le 7 juin, elle décroche la médaille d'argent de la catégorie junior aux championnats des Balkans de course en montagne à Nova Zagora, battue par la Turque Çeşminaz Yılmaz. Un mois plus tard, elle termine septième de la course junior des championnats d'Europe de course en montagne à Pamukkale et remporte la médaille de bronze au classement par équipes.
Le 15 février 2014, elle remporte son premier titre national en catégorie senior en parvenant à battre sa rivale Monika Georgieva sur le 3 000 mètres lors des championnats de Bulgarie en salle. Elle s'illustre également dans la discipline du cross-country en remportant la médaille d'argent de l'épreuve espoirs derrière la Britannique Rhona Auckland lors des championnats d'Europe de cross-country courus à domicile à Samokov.
Le 21 juin 2015, elle s'impose en 16 min 30 s 14 sur l'épreuve du 5 000 mètres, lors des championnats d'Europe d'athlétisme par équipes à Stara Zagora. Elle permet ainsi à son pays d'être promu en première ligue. En octobre, elle décide de s'essayer à la distance du marathon. Suivant les conseils de son entraîneur, elle s'inscrit à la dernière minute au marathon de Sofia (en) comme premier test. Elle crée la sensation en terminant quatrième et première Bulgare en 2 h 53 min 0 s. L'épreuve comptant comme championnats de Bulgarie de la distance, elle remporte le titre. Trois semaines plus tard, elle confirme ses bons résultats en s'emparant de la médaille d'argent lors des championnats des Balkans de marathon à Podgorica en 2 h 44 min 23 s, aidée par son entraîneur.
Elle obtient son ticket pour le marathon des Jeux olympiques de 2016 à Rio de Janeiro. Victime d'une blessure au tendon d'Achille, sa préparation n'est pas optimale. Elle prend tout de même le départ et est ainsi la première athlète féminine bulgare à courir un marathon olympique. À 22 ans, elle est la plus jeune participante du marathon olympique. Elle se classe 108e en 2 h 53 min 0 s.
Elle est ensuite recrutée par l'entraîneur Kelly Phillips pour intégrer l'équipe d'athlétisme de l'université d'État de Floride.
Le 29 mars 2019 lors du meeting Stanford Invitational, elle établit un nouveau record de Bulgarie sur 10 000 mètres en 32 min 30 s 07, améliorant de dix secondes le précédent record établi par Daniela Yordanova en 2006. Lors des championnats d'Europe d'athlétisme par équipes à Varaždin, elle termine deuxième du 3 000 mètres de la deuxième ligue en 9 min 20 s 50. Le 27 octobre, elle s'élance au départ du semi-marathon de Valence. Elle chute au départ, mais repart et effectue une solide course. Elle se classe neuvième en 1 h 11 min 14 s. Elle établit ainsi un nouveau record national sur la distance, battant de près de deux minutes le précédent record établi par Galina Goranova en 1996.
Le 23 août 2020, elle prend part aux championnats des Balkans de semi-marathon à Zagreb. Au terme d'une course serrée, elle remporte la médaille de bronze en 1 h 13 min 59 s, onze secondes derrière la Turque Fatma Demir qui remporte le titre. Militsa Mircheva décroche de plus la médaille d'argent au classement par équipes.
En 2022, elle démontre ses capacités polyvalentes en s'alignant à nouveau au départ d'épreuves de course en montagne. Le 30 avril, elle remporte le titre de championne de Bulgarie sur l'épreuve de montée en battant de deux minutes Marinela Nineva. Le 15 mai, elle s'élance au départ du marathon de Copenhague. Elle réalise une solide course aux côtés de son entraîneur Yolo Nikolov. Elle se classe meilleure Européenne en cinquième position avec le temps de 2 h 29 min 23 s. Elle établit un nouveau record de Bulgarie et devient la première athlète bulgare à courir un marathon en moins de 2 h 30. Le 1er juillet, elle prend le départ de l'épreuve de montée aux championnats d'Europe de course en montagne et trail à El Paso. Courant dans le groupe de tête, elle finit par lever le pied en fin de course et termine à la septième place. En juillet, elle est la seule athlète bulgare engagée aux championnats du monde d'athlétisme à Eugene. Prenant le départ du marathon, elle atteint son objectif de terminer dans le top 20 en se classant à la quinzième place en 2 h 30 min 20 s à moins d'une minute de son record national.

## Palmarès

### Piste
| Année | Compétition                                                     | Lieu           | Place | Épreuve         | Performance    |
| ----- | --------------------------------------------------------------- | -------------- | ----- | --------------- | -------------- |
| 2014  | Championnats de Bulgarie d'athlétisme en salle                  | Dobritch       | 1re   | 3 000 m         | 9 min 40 s 14  |
| 2015  | Championnats de Bulgarie d'athlétisme                           | Sofia          | 1re   | 3 000 m steeple | 10 min 22 s 60 |
| 2015  | Championnats d'Europe d'athlétisme par équipes (Deuxième Ligue) | Stara Zagora   | 3e    | 3 000 m         | 9 min 27 s 75  |
| 2015  | Championnats d'Europe d'athlétisme par équipes (Deuxième Ligue) | Stara Zagora   | 1re   | 5 000 m         | 16 min 30 s 14 |
| 2016  | Championnats de Bulgarie du 10 000 m                            | Roussé         | 1re   | 10 000 m        | 39 min 15 s 33 |
| 2016  | Championnats de Bulgarie d'athlétisme                           | Sofia          | 1re   | 5 000 m         | 17 min 6 s 63  |
| 2019  | Championnats de Bulgarie d'athlétisme                           | Sofia          | 1re   | 1 500 m         | 4 min 29 s 36  |
| 2019  | Championnats de Bulgarie d'athlétisme                           | Sofia          | 1re   | 5 000 m         | 16 min 36 s 97 |
| 2019  | Championnats d'Europe d'athlétisme par équipes (Deuxième Ligue) | Varaždin       | 2e    | 3 000 m         | 9 min 20 s 50  |
| 2020  | Championnats de Bulgarie d'athlétisme                           | Sofia          | 1re   | 5 000 m         | 16 min 34 s 31 |
| 2022  | Championnats de Bulgarie d'athlétisme en salle                  | Sofia          | 1re   | 3 000 m         | 9 min 31 s 29  |
| 2022  | Championnats de Bulgarie d'athlétisme                           | Veliko Tarnovo | 1re   | 5 000 m         | 16 min 33 s 78 |
| 2023  | Championnats de Bulgarie d'athlétisme en salle                  | Sofia          | 1re   | 3 000 m         | 9 min 31 s 38  |
| 2023  | Championnats d'Europe d'athlétisme par équipes (Deuxième Ligue) | Chorzów        | 7e    | 5 000 m         | 15 min 47 s 58 |
| 2023  | Championnats de Bulgarie d'athlétisme                           | Veliko Tarnovo | 1re   | 1 500 m         | 4 min 25 s 16  |
| 2023  | Championnats de Bulgarie d'athlétisme                           | Veliko Tarnovo | 1re   | 5 000 m         | 16 min 37 s 61 |
| 2024  | Championnats des Balkans d'athlétisme                           | Izmir          | 5e    | 3 000 m         | 9 min 38 s 35  |
| 2024  | Championnats des Balkans d'athlétisme                           | Izmir          | 4e    | 5 000 m         | 16 min 28 s 94 |

### Route/cross
| Année | Compétition                                    | Lieu             | Place | Épreuve       | Performance     |
| ----- | ---------------------------------------------- | ---------------- | ----- | ------------- | --------------- |
| 2014  | Championnats d'Europe espoirs de cross-country | Samokov          | 2e    | Cross-country | 22 min 25 s     |
| 2015  | Championnats de Bulgarie de semi-marathon      | Pleven           | 1re   | Semi-marathon | 1 h 25 min 33 s |
| 2015  | Marathon de Sofia                              | Sofia            | 4e    | Marathon      | 2 h 53 min 1 s  |
| 2015  | Championnats des Balkans de marathon           | Podgorica        | 2e    | Marathon      | 2 h 44 min 23 s |
| 2016  | Championnats de Bulgarie de semi-marathon      | Pleven           | 1re   | Semi-marathon | 1 h 21 min 23 s |
| 2016  | Semi-marathon de Stara Zagora                  | Stara Zagora     | 1re   | Semi-marathon | 1 h 23 min 59 s |
| 2016  | Jeux olympiques d'été                          | Rio de Janeiro   | 108e  | Marathon      | 2 h 51 min 6 s  |
| 2020  | Championnats des Balkans de semi-marathon      | Zagreb           | 3e    | Semi-marathon | 1 h 13 min 59 s |
| 2021  | Marathon de Sofia                              | Sofia            | 2e    | Marathon      | 2 h 35 min 3 s  |
| 2021  | Championnats de Bulgarie de cross-country      | Pirdop           | 1re   | Cross-country | 28 min 9 s      |
| 2022  | Semi-marathon de Stara Zagora                  | Stara Zagora     | 1re   | Semi-marathon | 1 h 13 min 48 s |
| 2022  | Marathon de Copenhague                         | Copenhague       | 5e    | Marathon      | 2 h 29 min 23 s |
| 2022  | Championnats du monde d'athlétisme             | Eugene           | 15e   | Marathon      | 2 h 30 min 20 s |
| 2022  | Championnats de Bulgarie de cross-country      | Soungourlaré     | 1re   | Cross-country | 27 min 3 s      |
| 2022  | Semi-marathon de Plovdiv                       | Plovdiv          | 1re   | Semi-marathon | 1 h 14 min 24 s |
| 2023  | Semi-marathon de Naples                        | Naples           | 2e    | Semi-marathon | 1 h 12 min 35 s |
| 2023  | Semi-marathon de Karlovy Vary                  | Karlovy Vary     | 2e    | Semi-marathon | 1 h 14 min 41 s |
| 2023  | Semi-marathon de České Budějovice              | České Budějovice | 1re   | Semi-marathon | 1 h 14 min 56 s |
| 2023  | Championnats du monde de course sur route      | Riga             | 13e   | 5 kilomètres  | 15 min 45 s     |
| 2023  | Championnats de Bulgarie de cross-country      | Pirdop           | 1re   | Cross-country | 28 min 52 s     |
| 2024  | Semi-marathon de Stara Zagora                  | Stara Zagora     | 2e    | Semi-marathon | 1 h 13 min 23 s |

### Course en montagne
| no  | féminin       | Course                                                  | Longueur | Départ           | Temps       |
| --- | ------------- | ------------------------------------------------------- | -------- | ---------------- | ----------- |
| 11e | Médaille d'or | Championnats de Bulgarie de course en montagne - montée | 6,5 km   | 30 avril 2022    | 56 min 54 s |
| 7e  | 7e            | Championnats d'Europe de course en montagne - Montée    | 8,85 km  | 1er juillet 2022 | 54 min 26 s |

## Records
| Épreuve       | Épreuve       | Performance          | Date              | Lieu         |
| ------------- | ------------- | -------------------- | ----------------- | ------------ |
| 800 mètres    |               | 2 min 10 s 48        | 21 mai 2014       | Sofia        |
| 1 500 mètres  |               | 4 min 20 s 18        | 19 juillet 2014   | Stara Zagora |
| 1 500 mètres  | Piste courte  | 4 min 27 s 66        | 14 février 2014   | Dobritch     |
| Mile          | Piste courte  | 4 min 44 s 24        | 25 janvier 2019   | Clemson      |
| 3 000 mètres  |               | 9 min 6 s 77         | 14 juillet 2020   | Plovdiv      |
| 3 000 mètres  | Piste courte  | 9 min 7 s 33         | 8 février 2019    | Azusa        |
| 5 000 mètres  |               | 15 min 45 s 97       | 18 avril 2019     | Sliven       |
| 5 000 mètres  | Piste courte  | 15 min 43 s 30       | 1er décembre 2018 | Boston       |
| 10 000 mètres | 10 000 mètres | 32 min 30 s 07 (NR)  | 29 mars 2019      | Palo Alto    |
| 5 kilomètres  | 5 kilomètres  | 15 min 43 s (NR)     | 16 mars 2024      | Leicester    |
| 10 kilomètres | 10 kilomètres | 33 min 38 s          | 17 novembre 2019  | Davie        |
| Semi-marathon | Semi-marathon | 1 h 11 min 14 s (NR) | 27 octobre 2019   | Valence      |
| Marathon      | Marathon      | 2 h 29 min 23 s (NR) | 15 mai 2022       | Copenhague   |